# Menahga, Minnesota
Menahga, Minnesota (енгл. Menahga) град је у америчкој савезној држави Минесота.

## Демографија
По попису из 2010. године број становника је 1.306, што је 86 (7,0%) становника више него 2000. године.
| Група             | 2000.         | 2010.         |
| Белци             | 1.197 (98,1%) | 1.265 (96,9%) |
| Афроамериканци    | 1 (0,1%)      | 6 (0,5%)      |
| Азијати           | 1 (0,1%)      | 2 (0,2%)      |
| Хиспаноамериканци | 4 (0,3%)      | 15 (1,1%)     |
| Укупно            | 1.220         | 1.306         |